# Kai Herdling
Kai Herdling, né le 27 juin 1984 à Heidelberg, est un footballeur allemand. Il évolue effectue toute sa carrière au poste de milieu offensif au TSG 1899 Hoffenheim, club duquel il est prêté à deux reprises, au Waldhof Mannheim et à l'Union de Philadelphie.
Au terme de sa carrière, il intègre le staff de son club et devient entraîneur-adjoint de l'équipe réserve d'Hoffenheim.

## Palmarès
Vierge